# Эскортные корабли типа «Укуру»
Эскортные корабли типа «Укуру» (яп. 鵜来型海防艦 Укуругата кайбо:кан) — тип японских эскортных кораблей. Вместе с типами «Микура» и «Хибури» были также известны как кайбоканы типа B.

## Строительство
Заказаны в 1941-1942 годах. Представляли собой тип «Микура» с значительно упрощённой конструкцией корпуса (в частности, труба на них была шестигранной, а не круглой).
В 1944—1945 годах на верфях Токио, Иокогамы, Майдзуру, Сасебо и Тамано было построено 20 кораблей этого типа, ещё 2 единицы остались недостроенными.
О ещё 11 близких по конструкции кораблях постройки верфи в Сакурадзима смотрите статью эскортные корабли типа «Хибури».

## История службы
Корабли этого типа использовались для эскортирования войсковых транспортов и патрульной службы. Со второй половины 1944 года на вступивших  в строй и строящихся кораблях зенитное вооружение было доведено до 16 25-мм автоматов, а позже ещё до 20. На часть единиц также устанавливались РЛС обнаружения воздушных целей Тип 22 и Тип 13 и гидролокатор Тип 93.
В силу позднего вступления в строй корабли почти не успели принять участия в войне. Наиболее долгая служба была у переданных СССР «Кодзу» и «Икуно», списанных в начале 1960-х годов, и использовавшихся в самой Японии в качестве гражданских судов «Укуру», «Синнан», «Тикубу» и «Сига». Последний длительное время находился в парке города Тиба, и на слом был отправлен только в 1998 году.

## Представители
| Название           | Место постройки                    | Заложен              | Спущен на воду        | Введён в эксплуатацию | Судьба |
| ------------------ | ---------------------------------- | -------------------- | --------------------- | --------------------- | --- |
| Укуру (яп. 鵜来)   | Верфь «Цуруми», Иокогама           | 9 октября 1943 года  | 15 мая 1944 года      | 31 июля 1944 года     | Продан на слом в 1965 году. |
| Окинава (яп. 沖縄) | Верфь «Цуруми», Иокогама           | 10 декабря 1943 года | 19 июня 1944 года     | 16 августа 1944 года  | Потоплен 30 июля 1945 года британской палубной авиацией. |
| Синнан (яп. 新南)  | Верфь «Урага», Токио               | 30 июня 1944 года    | 4 сентября 1944 года  | 21 октября 1944 года  | Продан на слом в 1975 году. |
| Яку (яп. 屋久)     | Верфь «Урага», Токио               | 30 июня 1944 года    | 4 сентября 1944 года  | 23 октября 1944 года  | Торпедирован USS Hammerhead 23 февраля 1945 года. |
| Агуни (яп. 粟国)   | Верфь «Цуруми», Иокогама           | 15 февраля 1944 года | 21 сентября 1944 года | 2 декабря 1944 года   | 27 мая 1945 тяжело повреждён попаданием планирующей бомбы «Бэт». Не восстанавливался, разобран в 1948 году. |
| Инаги (яп. 稲木)   | Верфь «Мицуи», Тамано              | 15 мая 1944 года     | 25 сентября 1944 года | 16 декабря 1944 года  | Потоплен 9 августа 1945 года британской палубной авиацией. |
| Уку (яп. 宇久)     | Морской арсенал Сасебо, Сасебо     | 1 августа 1944 года  | 12 ноября 1944 года   | 30 декабря 1944 года  | Передан США по репарациям, позже разобран на металл. |
| Тикубу (яп. 竹生)  | Верфь «Урага», Токио               | 8 сентября 1944 года | 24 ноября 1944 года   | 31 декабря 1944 года  | Продан на слом в 1962 году. |
| Хабуси (яп. 羽節)  | Верфь «Мицуи», Тамано              | 20 августа 1944 года | 20 ноября 1944 года   | 10 января 1945 года   | Передан США по репарациям, позже разобран на металл. |
| Куга (яп. 久賀)    | Морской арсенал Сасебо, Сасебо     | 1 августа 1944 года  | 19 ноября 1944 года   | 25 января 1945 года   | Повреждён в результате подрыва на мине 25 июня 1945 года. Не восстанавливался, разобран в 1947 году. |
| Одзика (яп. 男鹿)  | Верфь «Мицуи», Тамано              | 7 сентября 1944 года | 30 декабря 1944 года  | 21 февраля 1945 года  | Торпедирован USS Springer 2 июня 1945 года. |
| Кодзу (яп. 神津)   | Верфь «Урага», Токио               | 20 октября 1944 года | 31 декабря 1944 года  | 7 февраля 1945 года   | Передан СССР по репарациям в 1947 году, включён в состав Тихоокеанского флота под названием ЭК-47. Позже использовался как океанографическое судно под названиями «Норд» и «Глубомер» и плавмастерская ПМ-62. Списан в 1969 году. |
| Канава (яп. 金輪)  | Верфь «Мицуи», Тамано              | 15 ноября 1944 года  | 20 января 1945 года   | 15 марта 1945 года    | В 1947 году передан Великобритании по репарациям, позже разобран на металл. |
| Сига (яп. 志賀)    | Морской арсенал Сасебо, Сасебо     | 25 ноября 1944 года  | 9 февраля 1945 года   | 20 марта 1945 года    | Разобран в 1998 году. |
| Амами (яп. 奄美)   | Верфь «Цуруми», Иокогама           | 14 февраля 1944 года | 30 ноября 1944 года   | 8 апреля 1945 года    | В 1947 год передан Великобритании по репарациям, позже разобран на металл. |
| Ходака (яп. 保高)  | Верфь «Урага», Токио               | 27 ноября 1944 года  | 28 января 1945 года   | 30 марта 1945 года    | Передан США по репарациям, разобран на металл в 1948 году. |
| Иво (яп. 伊王)     | Морской арсенал Майдзуру, Майдзуру | 25 ноября 1944 года  | 12 февраля 1945 года  | 24 марта 1945 года    | Разобран в 1948 году. |
| Таканэ (яп. 高根)  | Верфь «Мицуи», Тамано              | 15 декабря 1944 года | 13 февраля 1945 года  | 26 апреля 1945 года   | Разобран в 1947 году. |
| Икара (яп. 伊唐)   | Верфь «Урага», Токио               | 26 декабря 1944 года | 22 февраля 1945 года  | 30 апреля 1945 года   | Затонул после подрыва на мине 9 августа 1945 года. |
| Икуно (яп. 生野)   | Верфь «Урага», Токио               | 3 января 1945 года   | 11 марта 1945 года    | 17 июля 1945 года     | Передан СССР по репарациям в 1947 году, включён в состав Тихоокеанского флота под названием ЭК-41. Позже использовался как корабль-цель «ЦЛ-41» и океанографическое судно «Вал». Списан в 1961 году.                              |
| Уруми (яп. 伊唐)   | Верфь «Урага», Токио               |                      | 26 мая 1945 года      |                       | Строительство прекращено 17 августа 1945 года при готовности 90%. Разобран на стапеле. |
| Муроцу (яп. 室津)  | Верфь «Урага», Токио               |                      | 15 июня 1945 года     |                       | Строительство прекращено 17 августа 1945 года при готовности 92%. Разобран в 1948 году. |